# 전주진북초등학교
전주진북초등학교는 대한민국 전북특별자치도 전주시 덕진구 진북동에 위치한 초등학교이다.

## 학교 연혁
- 1961.04.03 전주진북초등학교 개교
- 1999.07.01 체험학교 도지정 시범학교
- 2012.03.01 제21대 강운식 교장 부임
- 2014.03.01 교육복지사업 연계학교 지정
- 2015.02.13 제49회 졸업(19,497명)
- 2015.03.01 원도심학교 활성화 사업 선정
- 2015.03.01 (초)11학급 편성
- 2017.03.01 (초)13학급 편성
- 2018.03.01 (초)12학급 편성